# Тепловідбивний екран
Тепловідбивний екран (тепловий екран, фольгований утеплювач) — це екран, що складається з шару фольги та матеріалу, який відіграє роль утеплювача. Тепловідбивний екран призначений для відбиття тепла, що виходить з обігрівача і поглинається стіною. Головна сфера застосування тепловідбивних екранів - це утеплення ділянок, які межують або безпосередньо контактують із приладами опалення, - наприклад, батареями опалення, конвектором чи теплою підлогою.
Тепловідбивний екран, встановлюваний за (вбудованим) приладом опалення, дає змогу підвищити температуру в приміщенні на 2—5 °C. Використання фольгованого утеплювача дає змогу підвищити тепловіддачу приладу опалення на 30—40 %, і на стільки ж може зекономити витрати на опалення. Це стосується будь-яких типів опалення, у якому зовнішні стіни будинку межують або безпосередньо контактують із приладами опалення.

## Застосування тепловідбивних екранів
У більшості квартир і житлових будинків прилади опалення встановлюються під віконними зрізами. Ділянка стіни за приладами опалення завжди обігріваються найінтенсивніше. Експерти кажуть, що ця частина стіни може нагріватися до 35—40 °C. По суті, надзвичайно цінне тепло йде на обігрів зовнішньої стіни будівлі і вулиці, замість того щоб, краще обігрівати приміщення і створювати температурний комфорт для мешканців. Ще більші теплові втрати відбуваються у випадках, коли обігрівач монтується в нішу, товщина стіни в ніші менше за іншу товщину стіни що збільшує втрати тепла, це відбувається і через те що площа прилягання обігрівача до стіни в цьому разі є значно більшою.

## Матеріал для створення тепловідбивного екрана
Усередині приміщень не рекомендується використовувати конструкції з горючих речовин із нещільною структурою. Наприклад, мінеральна вата, що виділяє формальдегіди і мікроскопічний пил, для екрана не годиться, хоча її коефіцієнт теплопровідності і підходить для цієї ролі - він складає 0,039 Вт/(м·К).
Найкраще у ролі матеріалу для тепловідбивного екрана підходять матеріали на основі спіненого поліетилену: пінофолу, порілексу, ізолону, стизолу, тепофолу. Вони гіпоалергенні та безпечні для людського здоров'я. Теплопровідність різних видів піно-поліетилену коливається приблизно у діапазоні 0,029—0,032 Вт/(м·К). Для ізоляції між стіною та опалювальним приладом вистачить шару 3—5 міліметрів такої ізоляції. Тепловідбивний екран повинен мати другий шар з металу, тобто поверхневий шар що безпосередньо межуватиме з обігрівачем.
Матеріал має містити металізовану основу не менше 0,025 мм товщини. Застосування матеріалу з металевим напиленням, виконаним термічним способом, очікуваного ефекту досягти не дозволяє, оскільки товщина подібного металевого шару занадто мала, і він не може виконувати роль металевого відбивача тепла.
За відсутності можливості використовувати спеціальний матеріал для виготовлення екрана, в такому разі екран можна виготовити зі звичайної фанери, покривши її фольгою (не менше 0,025 мм товщини), або оббивши оцинкованою жерстю.

## Правила встановлення тепловідбивного екрана
При установці екрана між обігрівачем та зовнішньою (або підлогою) необхідно забезпечити герметичність встановленого екрана. Для цього достатньо проклеїти всі стики спеціальним металізованим скотчем.
Найефективніші екрани у тих випадках, коли відстань між їх поверхнею та обігрівачем становить три або більше сантиметрів. В іншому випадку конверсія повітря може порушитись.
Відбивний екран для обігрівача своєю стороною що відбиває, повинен розташовуватися в бік обігрівача. Якщо на використаному матеріалі відсутній самоклеючий шар, то закріпити його на стіні чи підлозі можна з використанням будівельного степлера. Розмір відбивного екрана повинен щонайменше на 20—30 міліметрів перевищувати по всіх напрямках габарити опального приладу.